# Hörbranz
Hörbranz (in alemanno Heerbranz) è un comune austriaco di 6 317 abitanti nel distretto di Bregenz, nel Vorarlberg; ha lo status di comune mercato (Marktgemeinde).